# Frédéric Gendre
Frédéric Gendre (* 29. Juli 1819 in Freiburg; † 2. Oktober 1900 in Villarsel-sur-Marly; heimatberechtigt in Freiburg, Belfaux und Villarsel-sur-Marly) war ein Schweizer Jurist und Politiker.

## Leben

### Familie
Frédéric Gendre war der Sohn des Rechtsanwalts Pierre Claude Etienne Gendre (* 30. Juni 1771; 15. Juli 1830 in Freiburg) und von dessen zweiter Ehefrau Marie Antoinette Anne Clémance Sophie (genannt Mariette, geborene de Pettolaz). Sein Vater war von 1797 bis 1798 Mitglied des Rats der Zweihundert sowie Abgeordneter im Freiburger Grossen Rat; mit seiner zweiten Ehefrau erwarb er das Gut Villarsel-sur-Marly.
Er war mit Marie (* 1826; † 20. August 1884 in Villarsel-sur-Marly), der Tochter von Frédéric Simon de Reynold, Offizier in französischen Diensten, verheiratet; gemeinsam hatten sie zwei Kinder.

### Werdegang
Frédéric Gendre besuchte von 1828 bis 1835 in Freiburg das Kollegium St. Michael und immatrikulierte sich zu einem Studium der Rechtswissenschaften an der Universität Paris; später setzte er das Studium an der Universität München fort.
Bereits während des Studiums wurde er Grundbesitzer und war von 1857 bis 1879 Friedensrichter der Stadt Freiburg sowie von 1879 bis 1900 Kantonsrichter.

### Politisches und gesellschaftliches Wirken
Seit 1856 war Frédéric Gendre einer der wichtigsten Repräsentanten der Freiburger ultramontanen Konservativen.
Er war von 1856 bis zu seinem Tod konservativer Freiburger Grossrat und, als Nachfolger von François Romain Werro (1796–1876), vom 8. Juli 1860 bis zum 1. Mai 1868 Ständerat; ihm folgte Joseph Jaquet (1822–1900) in den Ständerat.
Als Grossrat reichte er 1857 eine Motion ein, in der er vorschlug, eine allgemeine Amnestie für alle politischen Verbrechen zu erlassen; die Motion wurde für erheblich erklärt und zur Berichterstattung an den Staatsrat verwiesen.
1868 wurde sein Vorschlag, die Todesstrafe auch für Brandstifter zu verhängen, verworfen.
Im Grossrat war er 1892 Mitglied in der Kommission für die Revision der kantonalen Verfassung.
Er war Mitgründer des Katholischen Zirkels von Freiburg sowie 1855 Mitgründer und Präsident der karitativen Vereinigung Conférence de Saint-Vincent de Paul und stand als Präsident auch dem Piusverein vor.